# Molophilus (Molophilus) diferox
Molophilus (Molophilus) diferox is een tweevleugelige uit de familie steltmuggen (Limoniidae). De soort komt voor in het Palearctisch gebied.